# Ecomuseu Natural do Mangue da Sabiaguaba
O EcoMuseu Natural do Mangue é um museu brasileiro de ciências naturais, situado na Praia de Sabiaguaba, na cidade de Fortaleza (Ceará). Está localizado na Área de Proteção Ambiental do Parque Municipal das Dunas de Sabiaguaba, foi criado em 19 de janeiro de 2001. O projeto foi desenvolvido no Programa Parque Vivo, da Universidade Federal do Ceará e está inserido no Parque Ecológico do Cocó.

## História
O Ecomuseu Natural do Mangue da Sabiaguaba (Ecomunam) surgiu em janeiro de 2001, na foz do Rio Cocó, entre as praias da Caça-e-Pesca e Sabiaguaba (Fortaleza/CE), com o propósito de proteger o patrimônio natural do manguezal através de ações de ecoturismo comunitário, educação ambiental, memória local e museologia social. 
O projeto socioambiental que originou o Ecomunam remonta ao ano de 2001. As primeiras ações foram concebidas pelo seu idealizador, o ambientalista Rusty de Castro de Sá Barreto, voltadas à causa ecológica de defesa do ecossistema manguezal e da diversidade de formas de vida que estabelecem relação com ele. Entre 2001 e 2006, ocorreu o lento processo de transformação, no qual um restaurante começou a intervir na realidade local através de ações de sensibilização visando uma convivência consciente e sustentável com o meio-ambiente. Em 2005, surgiu o Projeto Educar Sabiaguaba, que vem mantendo uma ação processual e contínua junto à população nativa da Sabiaguaba e que, crescentemente, está se inserindo no contexto museológico local e regional.
Pretendendo elaborar uma coleção da fauna e flora de manguezal, principalmente do Rio Cocó, e disponibilizá-la a instituições de ensino, como ferramenta pedagógica na abordagem das questões relativas ao manguezal. Estão sendo recolhidos exemplares da fauna (peixes, moluscos e crustáceos) e das árvores (folhas, flores e frutos), fixados em álcool, formol, identificados, etiquetados e expostos na sala de visitação.
O museu pretende disponibilizar parte desse material em resina, permitindo maior interação dos visitantes com a exposição. Os exemplares estão sendo também fotografados in loco,. Esse material dará oportunidade aos visitantes de conhecer exemplares de mais difícil observação na natureza, como peixes e aves. A proposta final é de que seja montado um espaço especial para o Museu do Mangue e que este se torne uma exposição interativa, com maquetes, painéis, multimídia e outros recursos didáticos, além de material impresso complementar.

## Reflorestamento
Por ser considerado um museu vivo a céu aberto, atua na perspectiva da musealização do território do mangue do rio Cocó e seu entorno, com o intuito de fomentar mecanismos de salvaguarda, comunicação e promoção deste importante patrimônio natural junto às escolas, universidades, visitantes e moradores da região. 
O povoado de Sabiaguaba, vila de pescadores, coletores e marisqueiros situado no extremo leste de Fortaleza, localiza-se na barra do rio Cocó, o maior e mais importante rio da cidade. Nas memórias orais de seus moradores mais antigos, a Sabiaguaba é identificada como uma vila de casas de taipa e palha, sobre as dunas à beira-mar. 
Em julho de 2002, foi identificada a presença de significativo material arqueológico nas dunas da Sabiaguaba, por ocasião do polêmico projeto de construção da ponte sobre o Rio Cocó. Em meio à descoberta deste patrimônio arqueológico e a partir da mobilização de grupos de moradores e ambientalistas, em resposta à forte pressão de setores empresariais da especulação imobiliária perante aos atrativos naturais do lugar, vários processos organizativos da sociedade civil local passaram a ser institucionalizados e se fortaleceram. O Parque Natural Municipal das Dunas da Sabiaguaba (PNMDS) e a Área de Proteção Ambiental da Sabiaguaba (APA), vinculadas à Secretaria de Meio Ambiente e Controle Urbano (SEMAN) da Prefeitura Municipal de Fortaleza e, em fins de 2010, foi instituído o plano de manejo destas UC’s, no qual o Ecomuseu faz parte do Conselho Gestor. 
Nesse contexto, em novembro de 2010, surgiu a Associação de Amigos do Ecomuseu Natural do Mangue, pessoa jurídica de direito privado que representa legalmente a iniciativa museológica. 
O Ecomuseu está encravado nesse rico contexto histórico e ambiental: numa vila de pescadores, entre o rio e o mar, instalado numa antiga barraca de praia, adaptada à função de sede da instituição. O Ecomuseu é um espaço de educação interativo e colaborativo, que promove visitas guiadas em sua sede e numa longa trilha mangue adentro por cerca de duas horas, na qual os visitantes seguem um percurso-vivência em que conhecem a fauna e a flora, sendo estimulados a refletir acerca da importância da biodiversidade dentro de uma metrópole como Fortaleza. 
Na sua trajetória, o Ecomunam atuou colaborativamente com os movimentos socioambientais locais, regionais e internacionais, além de contribuir com organismos públicos, possibilitando a projeção da região da Sabiaguaba como área de relevante interesse ambiental em Fortaleza. 
Atuamos visando a construção de uma nova consciência ambiental planetária, a partir da melhoria da qualidade de vida local e, para isso, a ação educativo-museológica possui fundamental importância, na medida em que constitui mecanismos concretos de percepção do meio ambiente como patrimônio que deve ser preservado para a garantia da qualidade de vida de nossos herdeiros.

## Ação museológica
A visita guiada foi sendo construída ao longo da história do Ecomuseu. Atualmente, é composta por doze pontos de parada, as chamadas “estações”, onde os visitantes realizam atividades específicas, e realizam diversos tipos de ações dialógicas de acordo com as característica de cada local (conhecem os diversos tipos de vegetação de manguezal, andam na lama do mangue, percebem os animais que compõem a fauna local, tomam banho no rio e no mar etc.). Os visitantes seguem nas trilhas divididos em turmas, cada qual com o seu monitor, que os levarão a conhecer in loco a rica diversidade vegetal e animal do ecossistema manguezal. “Com emoção ou sem “.
E estamos sempre abertos a ampliar nossos horizontes, como novos projetos e incentivos.